# 觉远
觉远和尚，民國時期文學作品《少林拳術秘訣》和《少林宗法》中的武術人物，托古於南宋末元初的少林寺僧人。作品中說他對於少林派（廣東洪拳）的發展有很大的影響，參考當時中國各種武功（蔡、李、劉、莫）尤其是拳法，加以吸收整理，並制定少林習武的戒律，被稱作（南）少林拳法的「中興之祖」。但該等文學作品對此人物並無歷史佐証，疑為虛構。
觉远和尚最早載於1915年，尊我齋主人著的《少林拳術秘訣》。書中謂有洪蘊禪師，覺遠上人，秋月禪師。覺遠傳於一貫禪師、一貫傳於黔之胡氏、粵之蔡九儀。1931年，金一明在他編著的《中國技擊精華》中質疑，洪蘊禪師與澄隠上人之事跡，不知出自何書。

## 金庸筆下的覺遠
金庸小说《神雕俠侶》結尾和《倚天屠龍記》中開頭的人物。他是少林寺藏经阁中管书的和尚，张君宝的师父，登場時內功之渾厚被楊過認為可以和自己、一燈大師、郭靖、周伯通、黃藥師等人相抗衡，为金庸小说中内功绝顶的高手之一。
《神鵰俠侶》中，覺遠與張君寶為討回被瀟湘子和尹克西偷走的《楞伽经》，一路追趕至華山，因此與參與華山論劍的楊過等人相遇，在與瀟湘子對峙中展現出讓眾人為之一驚的淳厚內力，但因《楞伽经》早已被藏匿，兩人只好空手而返。
《倚天屠龙记》中，觉远因为丢失了《楞伽经》，按规被罚挑水禁言，“昆仑三圣”的何足道和少林寺的和尚比试武功时，觉远虽然只是普通的和尚，但是平日喜欢背经，虽然不会具体的招数，却熟讀收藏在《楞伽經》夾縫裏的《九陽真經》，无意中练就了深厚的内功，并且最终在内力上胜过了何足道。
而正是此次事件，使得张君宝“会少林功夫”这一事实暴露，虽然张君宝的武功是靠郭襄送给的一对铁罗汉中学会的，但是按少林寺规，张君宝受到的惩罚就算不死但至少也会成为废人。
觉远为了保护张君宝，将其和郭襄救下并逃出少林寺，最终在圆寂之前背诵《九陽真經》的内容，无色禅师、郭襄、张君宝各默记下，最终这些内容分别成为了少林、峨眉、武当的九阳功。
當年傳得《九陽真經》的三位，悟性各有不同，根柢也大有差異。武功是無色大師最高；郭襄所學最博；張三丰當時武功全無根基，正因如此所學反而最精純。是以少林、峨嵋、武當三派，一個得其『高』，一個得其『博』，一個得其『純』。三派武功各有所長，但也可說各有所短。
郭襄後來成為峨嵋派的創派祖師，「九陽神功」是啟發峨嵋開宗立派的武功，又名《峨嵋九陽功》；張君宝日後改名『張三丰』並開創武當派，成為一代武學宗師。

## 影视形象
- 盧海鵬：1978無綫電視《倚天屠龍記》
- 高雄：1986無綫電視《倚天屠龍記》
- 陳之輝：2009中國電視劇《倚天屠龍記》